# Red Fruit Islet
Red Fruit Islet är en ö i Australien. Den ligger i delstaten Queensland, omkring 2 300 kilometer nordväst om delstatshuvudstaden Brisbane.
Savannklimat råder i trakten. Genomsnittlig årsnederbörd är 2 023 millimeter. Den regnigaste månaden är mars, med i genomsnitt 397 mm nederbörd, och den torraste är september, med 20 mm nederbörd.